# Bath (New Hampshire)
Bath ist der Name einer Town im Grafton County von New Hampshire, einem der Neuenglandstaaten der USA. Das U.S. Census Bureau hat bei der Volkszählung 2020 eine Einwohnerzahl von 1.077 ermittelt.
Bath bekam seinen Namen zu Ehren von William Pulteney, Earl of Bath, bekannt als einer der besten Redner im Parlament Englands. Bath war eine von 16 Gemeinden, die erst nach einem Zugehörigkeitsdisput mit Vermont als Teil von New Hampshire in die Union aufgenommen wurden. In der Gemeinde liegen drei überdachte Brücken, die in der ersten Hälfte des 19. Jahrhunderts gebaut wurden. Zwei davon dienen weiterhin dem Alltagsverkehr.

## Geographie

### Lage
Bath liegt im Norden von Grafton County am Ammonoosuc, zwischen den White Mountains und dem Connecticut River.

### Nachbargemeinden
Angrenzend liegen im Norden Monroe und Lyman, im Osten Lisbon und Landaff, im Süden Haverhill. Im Westen bildet die westliche Niedrigwasserlinie des Connecticut die Grenze. Jenseits davon liegen Ryegate und Newbury in Vermont.

### Gemeindegliederung
Neben Bath Village Nutter, Pettyboro, Swiftwater, Upper Village und West Bath. Mountain Lakes ist ein Census-designated place und liegt zum Teil in Bath, zum größeren Teil in Haverhill.

### Berge
Die höchste Erhebung in Bath ist ein Gipfel des Höhenzuges Gardner Mountain mit 482 Metern. Das Hochland im Osten nähert sich an der Grenze zu Landaff dieser Höhe an, ohne sie jedoch zu übertreffen.

### Gewässer
Durch Bath fließt der Ammonoosuc River von Norden nach Süden, wo er bei Woodsville, das zu Haverhill gehört, in den Connecticut mündet. Zuvor mündet von Osten der Wild Ammonoosuc River. In den Ammonoosuc münden von rechts Pettyboro, Childs und Burton Brook, von links der Simonds Brook oberhalb des Wild Ammonoosuc. In letzteren mündet unterhalb von Swiftwater der Waterman Brook. Der Connecticut River gehört im Bereich von Bath zum Gemeindegebiet, da die Grenze zu Vermont auf die westliche Uferlinie bei Niedrigwasser festgelegt wurde. Im Winkel zwischen Burton Brook und Ammonoosuc liegt im Hochland der Lake Gardner.

## Geschichte
Die erste Landzuteilung von Bath datiert auf den 10. September 1761. Nachdem die Vertragsbedingungen zur Besiedlung nicht erfüllt worden waren, wurde am 29. März 1769 eine neue Zuteilung an andere Interessenten ausgefertigt. Zu diesem Zeitpunkt hatten sich nicht nur die ersten Siedler, sondern auch die erste Familie angesiedelt, war das erste Kind geboren worden und die erste Beerdigung vollzogen. Die ersten Siedler sahen noch Behausungen der Ureinwohner entlang der Flüsse. 1767 waren 22 Siedler und -familien vor Ort. Viele von ihnen verließen jedoch ihre Wohnstätten, als 1771 die Revolution ausbrach und Tories, Franzosen und ihre Verbündeten zur Bedrohung wurden. Die verbleibenden Familien zogen in ein Fort, das zu diesem Zweck errichtet wurde und zudem auch einige Familien aus Landaff und Lisbon aufnahm. Aus nur 70 Familien meldeten sich 46 Mann zum Dienst beim Militär.
Das Gebiet von Bath ist abseits der Flusstäler hügelig. Der Rücken des Gardner Mountain zwischen dem Ammonoosuctal und dem Connecticut trennte die Siedler im Westen von denen im Osten, wo der Hauptort liegt, und erschwerte den Austausch. Große Teile des Landes waren fruchtbar. Der Boden bestand aus rotem Lehm und Schwemmland in den Flusstälern. Am Gardner Mountain wurden Kupfer, Eisen und Silber gefunden und zumindest ersteres versuchsweise abgebaut. Mit den zwei Flüssen gab es mehrere Stellen, die sich zur Einrichtung von Mühlen eigneten. Im letzten Jahrzehnt des 18. Jahrhunderts war Bath bereits ein kleines Industriezentrum zwischen Haverhill im Süden und Littleton im Norden. Im frühen 19. Jahrhundert gehörte Bath zu den prosperierendsten Städten New Hampshires. Zentren der Entwicklung waren Bath Village und Swiftwater am Wild Ammonoosuc. Zu den Betrieben gehörte eine Wollfabrik, Molkerei und Destille sowie mindestens zwei Fabrikationen von Kartoffelstärke. Die erste Straße in Bath wurde 1768 entlang des Ammonoosuc eingerichtet, 1772 die ersten Mühlen gebaut. 1792 wurde das erste Versammlungshaus in West Bath errichtet, doch gegen Ende des Jahrhunderts war Bath Village das soziale, politische und ökonomische Zentrum der Gemeinde geworden. 1793 wurde der Bau einer Brücke beschlossen, die im Jahr darauf eröffnet wurde. Es war die erste von fünf Brücken (Stand 2021) an der gleichen Stelle, die vor deren Verlegung an das Südufer die Hauptstraße über den Fluss führte. Im Jahr 1853 wurde die Bahnstrecke Woodsville-Littleton entlang des Ammonoosuc eröffnet, die später bis Groveton in Northumberland verlängert wurde. Bath erhielt einen eigenen Bahnhof. Daneben gab es Stich- und Nebengleise, die Industriebetriebe für den Bahnverkehr erschlossen.
Ursprünglich war Bath in 13 Bezirke unterteilt. In jedem gab es außer einer Schule auch andere Einrichtungen wie Kirchen und Geschäfte. Zu diesen gehörten neben oben genannten unter anderem noch Getchell und Carbee westlich des Gardner Mountain am Connecticut. 1859 gab es in Bath in elf Bezirken drei größere Ortschaften, Upper sowie Lower Bath Village und Swiftwater, drei Kirchen, Congregationalisten, Methodisten sowie Universalkirche, ein Postamt, die Bath Academy, fünf Läden sowie je zwei Säge- und Kornmühlen. Ein Brand am 1. Februar 1872 zerstörte unter anderem das Bath Hotel, die Congregationalistenkirche und mehrere Häuser.
1885 gab es zwölf Schulbezirke, in denen von 238 Schülern 70 einen höheren Abschluss anstrebten, unterrichtet von zwei Lehrern und 14 Lehrerinnen. Postämter gab es in Bath und Swiftwater. Bath Upper Village, zuvor eine florierende Ortschaft, in der es alles bis hin zu ortsansässigen Ärzten und Anwälten gab, war zu einem ruhigen Weiler geworden. Das ehemalige Bath Lower Village, nunmehr der alleinige Hauptort, war zugleich Standort des Bahnhofes. Zu den Haupthandelsgütern gehörten Stamm- und Schnittholz sowie Holzschliff, Kartoffeln und Vieh. Die Holzschliffmühle war zu dieser Zeit der einzige größere Betrieb vor Ort. War Bath früher ein prosperierender und geschäftiger Ort gewesen, war es gegen Ende des 19. Jahrhunderts nicht nur wirtschaftlich geschrumpft. Neben der Holzschliffmühle gab es noch eine Kornmühle, einen Betrieb, der Schlittenbauteile sägte, sowie eine Wollkämmerei, zu dieser Zeit die einzige ihrer Art im Grafton County.
Der Personenverkehr der Eisenbahn auf dem Abschnitt zwischen Woodsville und Littleton, an dem Bath liegt, wurde im Jahr 1961 eingestellt. Der Güterverkehr wurde fortgesetzt, bis ein Brückenschaden 1995 den Verkehr stilllegte. Im Jahr darauf wurde der Abschnitt der Strecke aufgelassen. Auf der Trasse wurde später ein Freizeitweg eingerichtet.

### Bevölkerungsentwicklung
| Jahr      | 1773 | 1775 | 1786 | 1790 | 1800 | 1810 | 1820 | 1830 | 1840 | 1850 |
| --------- | ---- | ---- | ---- | ---- | ---- | ---- | ---- | ---- | ---- | ---- |
| Einwohner | 150  | 144  | 335  | 493  | 825  | 1316 | 1498 | 1623 | 1595 | 1574 |
| Jahr      | 1860 | 1870 | 1880 | 1890 | 1900 | 1910 | 1920 | 1930 | 1940 | 1950 |
| Einwohner | 1366 | 1168 | 1032 | 935  | 1006 | 978  | 838  | 785  | 686  | 706  |
| Jahr      | 1960 | 1970 | 1980 | 1990 | 2000 | 2010 | 2020 | 2030 | 2040 | 2050 |
| Einwohner | 604  | 607  | 761  | 734  | 895  | 1077 | 1077 |      |      |      |

### Religion
Die erste Kirchengemeinde in Bath entstand 1778 als Gründung der Presbyterianer. Nach der Revolution ließen sich einige Puritaner aus Massachusetts in Bath nieder, und 1791 entstand eine Methodistengemeinde. Die Zusammenkünfte und Predigten fanden zunächst in Privathäusern oder Scheunen statt, bis 1803 der Bau einer ersten Kirche beschlossen wurde, die zwei Jahre später, 1805, geweiht und 1874 durch einen Neubau ersetzt wurde.

## Sehenswürdigkeiten
Zu den Sehenswürdigkeiten Baths gehören der Old Brick Store im Ortszentrum des heutigen Ortes Bath, der für sich in Anspruch nimmt, der älteste, kontinuierlich betriebene Dorfladen der USA zu sein, ungeachtet einer kurzzeitigen, konkursbedingten Schließung anschließenden Verkaufs mit folgender Wiedereröffnung im Jahr 2016. Er befindet sich in einem aus Ziegeln gemauerten Haus von 1802, von dem er seinen Namen herleitet. Weitere Sehenswürdigkeiten sind drei der überdachten Brücken New Hampshires, die Bath Bridge unmittelbar in Bath, die Bath-Haverhill Bridge an der Grenze zu Haverhill, die mittig die Brücke quert, und die Swiftwater Bridge am Wild Ammonoosuc. Alle drei Brücken wurden vor 1850 gebaut und gehören zu den älteren Vertretern ihrer Art. Der Ortskern mit seiner Architektur aus der Frühzeit der Ortsbildung in New Hampshire ist weitgehend original erhalten. Ebenfalls im National Register of Historic Places steht das Gebäude von Goodall & Woods, einer Anwaltskanzlei, von 1816. und die Jeremiah Hutchins Tavern von 1799.

## Wirtschaft und Infrastruktur
Der größte Arbeitgeber in Bath ist laut Gemeindemitteilung von 2019 eine Sägemühle mit 32. 14,9 % der Beschäftigten arbeiten in Landaff, 66,8 % in anderen Gemeinden in New Hampshire. 18,3 % pendeln in einen anderen Bundesstaat. Für den Zeitraum von 2015 bis 2019 betrug das durchschnittliche Pro-Kopf-Einkommen 36.432 $, der Median des Haushaltseinkommens 65.000 $, für den männlichen Erwerbstätigen 45.000 $, für die weiblichen 39.063 $.

### Öffentliche Einrichtungen
Die Polizei in Bath ist in Teilzeit besetzt, den Feuerwehrdienst bedienen Freiwillige, der medizinische Notdienst ist privat. Das nächstgelegene Krankenhaus ist das Cottage Hospital in Woodsville. Wasserver- und Abwasserentsorgung erfolgen durch den Wasserbetrieb der Gemeinde, die Bath Village Waterworks, respektive privat mittels Abwassertanks. Privat ist auch die Müllabfuhr. Bath hat eine Bibliothek, die Bath Public Library, sowie eine Grundschule. Weiterer Schulbesuch erfolgt über die Haverhill Schulkooperative.

### Verkehr
Durch Bath verläuft die US-302 und die damit zusammengehende New Hampshire State Route NH-10 sowie die NH-112 und NH-135. Die Bahnstrecke ist abgebaut, auf der Trasse verläuft der Ammonoosuc Rail Trail von Woodsville nach Littleton. In Haverhill liegt der Dean Memorial Airport, der kleinere Maschinen aufnehmen kann. Nächstgelegener Flughafen ist der Lebanon Municipal Airport in Lebanon in gut 80 Kilometern Entfernung.

## Personen
- James Hutchins Johnson (1882–1887), Politiker; von 1845 bis 1849 Vertreter New Hampshires im Repräsentantenhaus